# Eibenbestand Brunnleiten

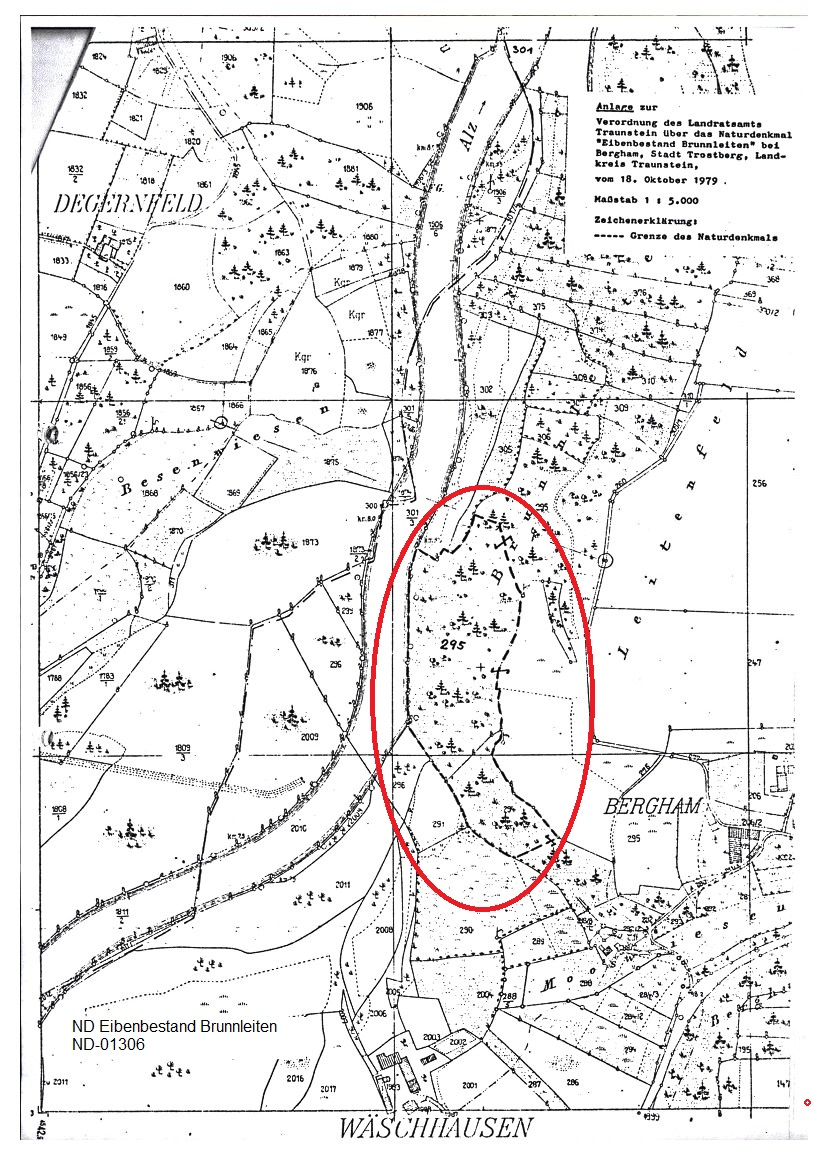
Lageplan Amtsblatt

Der Eibenbestand Brunnleiten bei Bergham in der Gemeinde Trostberg ist ein flächenhaftes Naturdenkmäler im Landkreis Traunstein.
Im Oktober 1979 erhielt er durch Verordnung des Landratsamtes Traunstein den Schutzstatus und werden vom Bayerischen Landesamt für Umwelt unter der Nummer ND-01306 gelistet.

## Schutzzweck
Der Zweck der Verordnung ist es, die seltenen Eiben und zu ihrem Schutz auch den Bestand an sonstigen Waldbäumen als Lebensgemeinschaft zu erhalten und die Lebensbedingungen für die hier noch vorhandene, sehr seltene natürliche Verjüngung des Eibenbestandes zu sichern.